# 에콰도르목화쥐
에콰도르목화쥐(Sigmodon inopinatus)는 비단털쥐과에 속하는 남아메리카 설치류이다. 해발 3500~4000m의 에콰도르에서만 발견되며, 강과 습지 근처에서 서식한다.